# 瓦爾河 (奧布河支流)
瓦爾河（法語：Voire，法語發音：[vwaʁ]）是法國的河流，屬於奧布河的支流，河道全長56公里，發源自梅尔特吕，流經代尔地区蒙捷和皮埃勒蒙捷，河口處在瓦尔河畔沙莱特。

## 外部連結
- http://www.geoportail.fr （页面存档备份，存于）
- Sandre数据库中的瓦爾河